# La realtà (Anansi)
La realtà è un singolo del cantautore italiano Anansi, pubblicato il 21 ottobre 2011 come terzo estratto dal secondo album in studio Tornasole.

## Descrizione
Il brano è stato composto da Stefano Bannò, Francesco di Gesù e Carolina Galbignani e ha visto la partecipazione vocale del rapper italiano Frankie hi-nrg mc.

## Video musicale
Il videoclip, diretto da Alberto Sansone, è stato pubblicato il 25 gennaio 2012 attraverso il canale YouTube della Warner Music Italy.